# Galramento
O galramento ou lainte são denominações de diferentes gírias socioprofissional existentes em Portugal. Geralmente nas gírias socioprofissionais de pedreiros, oleiros, cardadores, vendedores, os processos preferidos na formação de novo vocabulário são a figura de estilo, a sufixação e adaptação de outras palavras de outras línguas e gírias. Alguns estudos apontam a origem em Molelos, concelho de Tondela, pelos "artistas" da construção civil e vendedores, com o objectivo de função social a desempenha e enquanto o grupo existe um grupo altamente solidário que dela se serve como meio de defesa comum e de identificação de pertença. É um léxico já com alguma tradição entre os nativos daquele belo recanto. Em seguida é apresentado alguns exemplos da formação de novas palavras no lainte.

## Exemplos de galramento
abaixóles - abaixo
abispantes - olhos
afienhas - calças
algião - dinheiro
algines - dinheiro
alporrar - roubar
alporrote - ladrão
ámatilde - amanhã
andarilho - automóvel
areosa - areia
arguino - pedreiro
artife - pão
atiscar - ver
asa dura - avião
augaciar - cuidado, atenção
bah - surpresa
bascunço - saibro
bagual - agitada
barbeiro - mau motorista
beltro - bolso
bem capaz - dizer que a pessoa está errada
bérrea - ovelha
bombásia - panela
bombásio - púcaro
brancosa - cal
branquinho - beijinho
brocado - fome
bufa - carne
calcúrreos - sapatos
camoesa ou cascosa - laranja
campânulas - orelhas
canavarra - cântara
canavarro - copo
caneiro(a) - patrão/patroa
caô - mentira
capar o gado - ir embora
carapanã - mosquito
cardenho - casa
cardina - bebedeira
caroço - espanto
caruncho - carpinteiro
casqueiro - chapéu
cemitendes - cemitério
chafarrica - taverna
chibata - coisa muito boa
chiça - porco
chimas - chimarrão
chinoca - mulher mais velha, sem ser idosa
chispe - pé
chôna - noite
chosque ou chusqueiro - vinho
chosquins - testículos
chusmar - beber vinho
cimbres - cimento
cinape - vinagre
cocharra - colher
cocharra - pá
colono - pessoa do interior
comanência(o) - irmã(o)
cunhã - menina
corujo - azeite
cuiudo - sortudo
cúrria - aguardente
curumim - garoto
doçoso - açúcar
dónia - fome
esticante(S) - Braço(s)
escamuncho - bacalhau
esgueirar - fugir
espichar - morrer
esquivar - defecar
estronca - porta
fagonhir - cozinhar
ferralhas - dentes
fienha - camisa
fifas - caiador
finosa - tinta
finoso - vidro
firmeza - com certeza
focar - dar/estar
fungante - nariz
fusarca - brincadeira
fusquete - ânus
gadocha - mão
gadocho - pincel
galfarra ou gavia - rapariga
galfarro ou gavio - rapaz
galramento - conversa
galrar - falar
gâmbia - perna
gazula - cadela
gazulo - cão
gebro(a) - velho(a)
geriga - lenha
gindoque - rato
girado - bonito
giriga - lenha
gista - mestre
granízio - arroz
granjoeiro - grande
grépio - uvas
grízio ou grizalho - frio
gródio - sopa
gumarro - ovo
jângolas - horas
lanfeio - comida
lanfiar - comer
lapim - coelho
laúdo - pêssego
leote - peido
lhega - mulher
lhego - marido/homem
lhifo(a) - filho(a)
litrísio - litro
lomba - ladeira
longante - relógio
loros - socos
luneta - garrafa
luneto - garrafão
lúzio - dia
madranha - mãe
malheiro - sol
maróbia - massa
massa burra - barro
meduncho - medo
mesalfe - mês
meu bruxo - amigo
mínfio - cabelo
mitrola - cabeça
mocas - padre
monilha - fezes
monos - figos
moscô - caiu no flagrante da pulícia
moquideira - boca
morear - trabalhar
moreio - trabalho
mortambúzios - feijões
muntinásio - muito
nadante - peixe
negrinho - brigadeiro
nentes ou nanjo - nada
orelhas de mula - couves
padranho - pai
paivante ou fumego - cigarro
peleia - briga
papelosa - carta
pecado negro - azeitona
penosa - galinha
penoso - galo
pia - menino novo
picão - cinzel
pica - picadeira
pildro - cama
pingaruda - pêra
pisante - pé ou sapato
práusia ou prausieira - água
primêncio(a) - primo(a)
puxante - boi
rançosos - alhos
relfo - lume
rifote - gato
riscantes - fósforos
rolê - um passeio
roupízia - roupa
sanofo(a) - novo(a)
santosa - igreja
sapiêncio - sal
sarilha - bicicleta
sestear - dormir depois de comer
saquei - entendi
Siles/silotes - pénis
sígula - sardinha
súrvia - cerveja
sussa - tranquilo
terrancosa - terra
tibórneas - seios
tinêncio(a) - tio(a)
torrépias - batatas
trago - beber
trem - coisa
treta - confusão
troar - fugir
trovador - rapaz que dá em cima das outras meninas
tubão - soco na cara
tudeiro - tudo
turíbio(a) - tolo(a)
urnear - dormir
vaqueiro - queijo
ventanoso - vento
ventosa - janela
veranear - passar férias de verão
verbo - fala
verdiosa - maçã
vou pra casão - ir pro presídio
zaburro - milho
zipar - urinar
zoeira - bebedeira
zoeiro ou cardino - bêbedo
zular - beber água